# Arthur et la Guerre des deux mondes
Arthur et la Guerre des deux mondes (publicado como Artur e a Guerra dos Dois Mundos em Portugal) é quarto livro da série Artur e os Minimeus, autoria dos franceses Luc Besson e Céline Garcia.
Em 2010 foi lançada uma versão cinematográfica homónima.